# 王居殿
王居殿（おういでん）は、兵庫県神戸市垂水区にある町名。一丁目から三丁目がある。郵便番号は655-0883。

## 地理
垂水区の南部にある丘陵地に位置する住宅地である。北部に市営住宅が多く建っている。東を青山台、東垂水町の飛地、塩屋町、南を塩屋町、西を城が山、東垂水、北を乙木、美山台に接する。住居表示が実施されている。南東部に滝の茶屋駅前商店街がある。二丁目に神戸市立東垂水小学校がある。

## 歴史
1984年（昭和59年）11月に、住居表示実施と共に東垂水町字王居殿、字上王居殿、字高丸、字上平尾、字下平尾の各一部、塩屋町字平尾の一部より成立した。

### 地名の由来
東垂水町の小字「王居殿」に由来する。オオイ（オウイ）は用水源を意味する大井、デンは田に由来する。

### 町名の変遷
| 実施後       | 実施年月日             | 実施前（各小字ともその一部）                                           |
| ------------ | ---------------------- | ---------------------------------------------------------------------- |
| 王居殿一丁目 | 1984年（昭和59年）11月 | 東垂水町字王居殿、字上王居殿、字高丸、字上平尾、字下平尾、塩屋町字平尾 |
| 王居殿二丁目 | 1984年（昭和59年）11月 | 東垂水町字王居殿、字上王居殿、字高丸、字上平尾、字下平尾、塩屋町字平尾 |
| 王居殿三丁目 | 1984年（昭和59年）11月 | 東垂水町字王居殿、字上王居殿、字高丸、字上平尾、字下平尾、塩屋町字平尾 |

## 世帯数と人口
2021年（令和3年）12月31日現在の世帯数と人口は以下の通りである。
| 町丁         | 世帯数    | 人口    |
| ------------ | --------- | ------- |
| 王居殿一丁目 | 176世帯   | 302人   |
| 王居殿二丁目 | 346世帯   | 637人   |
| 王居殿三丁目 | 483世帯   | 855人   |
| 計           | 1,005世帯 | 1,794人 |

## 小・中学校の学区
市立小・中学校に通う場合、学区は以下の通りとなる。
| 丁目   | 番                                       | 小学校               | 中学校               |
| ------ | ---------------------------------------- | -------------------- | -------------------- |
| 一丁目 | 全域                                     | 神戸市立東垂水小学校 | 神戸市立垂水東中学校 |
| 二丁目 | 1〜6番                                   | 神戸市立東垂水小学校 | 神戸市立垂水東中学校 |
| 二丁目 | 7〜13番                                  | 神戸市立乙木小学校   | 神戸市立垂水東中学校 |
| 三丁目 | 11〜13番、14番1〜7号、19〜23号、15〜26番 | 神戸市立乙木小学校   | 神戸市立垂水東中学校 |
| 三丁目 | 1〜10番、14番8〜18号                     | 神戸市立東垂水小学校 | 神戸市立垂水東中学校 |

## 交通
神戸市バスによる垂水駅東側にある垂水東口と東垂水地区、塩屋地区を接続する路線バス、並びに山陽バスによる松風台から循環形式でのバス(24系統東垂水線 2011年12月26日新設)が運行されている。

### バス
神戸市バス、山陽バスの王居殿3丁目停留所がある。
| 系統 | 起点   | 経由バス停                                                  | 終点           |
| ---- | ------ | ----------------------------------------------------------- | -------------- |
| 57   | 青山台 | 塩屋大谷 垂水東中学校前 王居殿3 垂水東口 王居殿3 大谷公園北 | 垂水東中学校前 |

| 系統         | 起点   | 経由バス停                                           | 終点   |
| ------------ | ------ | ---------------------------------------------------- | ------ |
| 24(東垂水線) | 松風台 | 青山台7 美山台1 王居殿3 東垂水公民館前 乙木1 青山台7 | 松風台 |

## 施設
教育
- 神戸市立東垂水小学校 - 王居殿二丁目5番25号

公共
- 市立東垂水地域福祉センター